# Mesolimnophila hirsutipes
Mesolimnophila hirsutipes is een tweevleugelige uit de familie steltmuggen (Limoniidae). De soort komt voor in het Neotropisch gebied.